# Clitourps
 Clitourps  es una población y comuna francesa, situada en la región de Baja Normandía, departamento de Mancha, en el distrito de Cherbourg-Octeville y cantón de Saint-Pierre-Église.

## Demografía
| 521 | 532 | 622 | 505 | 461 | 511 | 414 | 398 | 362 | 333 | 314 | 321 | 330 | 302 | 304 | 270 | 288 | 276 | 292 | 292 | 268 | 264 | 229 | 225 | 222 | 220 | 183 | 175 | 135 | 145 | 140 | 138 |
| Para los censos de 1962 a 1999 la población legal corresponde a la población sin duplicidades (Fuente: INSEE [Consultar]) |     |     |     |     |     |     |     |     |     |     |     |     |     |     |     |     |     |     |     |     |     |     |     |     |     |     |     |     |     |     |     |